# Pave
Paven er den romersk-katolske kirkes overhoved, der har ansvar for at lede alle katolikker i verden i trosspørgsmål. Paven er samtidig biskop i Rom og Vatikanstatens statsoverhoved, og han residerer i Vatikanet. Katolikkerne betragter paven som apostlen Peters efterfølger (idet Peter ifølge traditionen blev udpeget af Jesus som kirkens leder og var den første biskop i Rom) og som Jesu stedfortræder.
Den nuværende pave, Leo 14., blev valgt den 8. maj 2025 og er nr. 267 i paverækken.

## Valg af pave
Paven vælges ved et pavevalg organiseret af kardinalkollegiet i et såkaldt konklave - en lukket forsamling, hvor kardinalerne forbliver, indtil de har truffet et valg. Ordningen med konklavet blev indført i 1274. Paven vælges dermed af alle katolske kardinaler, der er yngre end 80 år. Der kan i alt være op til 120 kardinaler, der overholder denne aldersgrænse. Paven behøver i princippet ikke selv at være kardinal, men skal blot være en katolsk mand. Siden 1300-tallet er det dog i praksis kun kardinaler, der er blevet valgt til pave. Paven vælges på livstid, men kan trække sig, som pave Benedikt 16. gjorde i 2013. Umiddelbart efter sit valg tager paven det navn, han vil kendes under som pave. Navnet er typisk et signal om hans teologiske ståsted og vigtigste mål. Da den amerikanske ærkebiskop Robert Francis Prevost i 2025 blev valgt til pave, tog han således navnet Leo.

## Den hellige stol
Tanken om paven som apostlen Peters efterfølger hviler på Matthæusevangeliets kapitel 16, vers 18, hvor Jesus siger, at "...du er Peter, og på den klippe vil jeg bygge min kirke, og dødsrigets porte skal ikke få magt over den." Paveembedet omtales derfor også som Peters Stol eller Den Hellige Stol (på latin: Santa Sede), og apostlen Peter regnes officielt for den første pave i paverækken.

## Pavens myndighed
Paven er den øverste myndighed, hvad angår trosspørgsmål i den katolske kirke. Han udøver normalt denne myndighed gennem såkaldte encyklikaer (rundskrivelser). Ved særlige lejligheder kan paven udtale sig ex cathedra, dvs. sådan, at hans udtalelse regnes som ufejlbarlig. Det er sket to gange: dels i 1854, hvor pave Pius 9. formulerede dogmet om jomfru Marias ubesmittede undfangelse, og dels i 1950, da pave Pius 12. formulerede dogmet om jomfru Marias himmelfart. Paven har også den øverste juridiske myndighed indenfor den katolske kirkes egen retsordning (den kanoniske ret). Der er dermed ingen appelinstans, hvortil pavens afgørelser kan appelleres.

## Historie
Allerede tidligt fik den kristne menighed i Rom en særlig betydning i kirken som følge af, at Rom var Romerrigets administrative centrum. Den romerske menighed så derfor også sig selv som kristendommens centrum. pave Innocens 1. hævdede således i starten af 400-tallet, at Den Hellige Stol, altså Roms biskop, var den højeste læreautoritet i kirken. Paven blev efterhånden også vigtig i den verdslige politik. I 756 skænkede den frankiske konge Pippin den lille et landområde i Italien til kirken, som blev oprindelsen til Kirkestaten, det landområde, som paven styrede som verdslig fyrste.
I middelalderen var pavestolen involveret i flere store stridigheder i kirken. Den byzantinske billedstrid førte til det store skisma 1054 mellem de vestlige (katolske) og østlige (ortodokse) kirker, hvor de sidstnævnte nægtede at anerkende pavens overhøjhed. Under pave Gregor 7. udbrød Investiturstriden mellem paven og den tysk-romerske kejser om, hvilken myndighed der havde ret til at udnævne biskopperne, og dermed i sidste ende om den endelige overhøjhed i såvel verdslige som åndelige sager. Den prægede middelalderens Europa i flere århundreder. Undervejs blev pavens autoritet svækket af korstogene, som blev igangsat af paven for at få Jerusalem på kristne hænder, men i sidste ende endte i fiasko. I løbet af 1300-tallet blev der i hele Europa gennemført en magtfordeling mellem verdslig og religiøs magt. Fra 1309 til 1377 blev pavestolen flyttet fra Rom til Avignon (Avignon-pavedømmet), hvilket indledte en krisetid for pavens autoritet, og flere kirkekonciler i middelalderens slutning genoptog en tanke fra oldkirken om, at kirkemøder stod over pavens autoritet.
Reformationen i Europa i 1500-tallet forandrede gennemgribende kristendommens struktur og var et stort tab for pavedømmet. Den gav imidlertid også anledning til modreformationen, der med flere såkaldte reformpaver, hvoraf pave Paul 3. (valgt til pave i 1534) var den første, styrkede pavens stilling i de fortsatte katolske områder. Tridentinerkoncilet 1545-1563 bekræftede således pavens autoritet og overhøjhed over kirkemødet. Oplysningstiden i 1700-tallet svækkede igen kirkens autoritet, og under den franske revolution var den katolske kirke i en årrække helt afskaffet i Frankrig. I 1800-tallet genvandt pavemagten under den såkaldte ultramontanisme igen en del af sin autoritet, og i 1879 vedtog det første Vatikankoncil princippet om pavens ufejlbarlighed, når han udtalte sig om trosspørgsmål ex cathedra. Omtrent på samme tidspunkt mistede Kirkestaten imidlertid sit territorium under det såkaldte Risorgimento (Italiens samling). Forholdet mellem paven og den italienske stat var spændt, indtil Laterantraktaten i 1929 skabte et kompromis, der også gav anledning til anerkendelse af Vatikanstaten som en suveræn stat. Pr. 2025 har 183 stater diplomatisk forbindelse med Vatikanet.

## Andre paver
Den koptiske kirkes overhoved, Tawadros 2., har titel af Pave af Alexandria, mens patriarken for den græsk-ortodokse kirke i Alexandria, Theodoros 2., har titel af Patriark og Pave af Alexandria og hele Afrika. Sammenfaldet i titler skyldes, at begge disse kirker anser sig som arvinger til det alexandrinske patriarkat, grundlagt af evangelisten Markus. I 451 vedtog kirkemødet i Khalkedon at Kristus havde to naturer (guddommelig og menneskelig men kun en vilje), hvilket splittede menigheden i Alexandria. Tilhængerne af kirkemødet blev udskilt i det græsk-ortodokse patriarkat (Khalkedonsk og i kommunion med patriarkatet i Konstantinopel), mens flertallet af den alexandrinske menighed afviste Khalkedon-mødet, og oprettede den koptisk-ortodokse kirke (monofysitisk og ikke-Khalkedonsk).